# فلافور فلاف
فلافور فلاف (بالإنجليزية: Flavor Flav)‏ (و. 1959  م) هو مغني راب، وموسيقي، ومغني، وعازف بيانو أمريكي، ولد في لونغ آيلند. وهو أحد أعضاء فرقة بابليك إنيمي.

## التعليم
تعلم في جامعة أدلفي.

## وصلات خارجية
- فلافور فلاف على موقع IMDb (الإنجليزية)
- فلافور فلاف على موقع الموسوعة البريطانية (الإنجليزية)
- فلافور فلاف على موقع ميوزك برينز (الإنجليزية)
- فلافور فلاف على موقع ميوزك برينز (الإنجليزية)
- فلافور فلاف على موقع رولينغ ستون (الإنجليزية)
- فلافور فلاف على موقع إن إن دي بي (الإنجليزية)
- فلافور فلاف على موقع أول ميوزيك (الإنجليزية)
- فلافور فلاف على موقع ديسكوغز (الإنجليزية)
- فلافور فلاف على موقع ديسكوغز (الإنجليزية)
- فلافور فلاف على موقع قاعدة بيانات الفيلم (الإنجليزية)

- فلافور فلاف في قاعدة بيانات الأفلام على الإنترنت